# Prince Nico Mbarga
Nico Mbarga (1 de enero de 1950 - 24 de junio de 1997), conocido como Prince Nico Mbarga, fue un músico de la vida, nacido de una madre nigeriana y un padre camerunés en Abakaliki, Nigeria. Es famoso por su exitosa canción "Sweet Mother", grabada con su banda Rocafil Jazz.
Su música está inspirada por los cinco años que pasó en Camerún durante la Guerra civil nigeriana a finales de los años 60. Tocó el xilófono, la conga, los timbales y la guitarra eléctrica en bandas escolares e hizo su estreno profesional como miembro de una banda de hotel, la Melody Orchestra en 1970.
Mbarga jugó un papel importante en la evolución de música africana. Su canción "Sweet Mother" fue un éxito africano que vendió más de 13 millones de copias, más que cualquier otro solista africano de cualquier estilo, además se considera un himno en toda África. Mbarga usó la lírica inglesa en un estilo que incorporó "el sofisticado punteo de guitarra rumba en el idioma highlife" creando un híbrido único de ibo y ritmo de guitarra congoleño.
Él formó su propio grupo, Rocafil Jazz, que tocaba con regularidad en el Hotel Naza en la ciudad nigeriana de Onitsha. Su segundo éxito fue I No Go Marry My Papa. Tras este pasó a formar parte del catálogo de la discográfica EMI. En los seis años que Mbarga y el Jazz Rocafil permanecieron en Onitsa, 1975 a 1981, ellos registraron nueve álbumes. 
A pesar del lanzamiento de su propia discográfica, Polydor, varios miembros de Rocafil Jazz se separaron después de que a varios miembros fueron deportados a Camerún. Aunque más tarde formara la New Rocafil Jazz Band, Mbarga falló en emparejar su temprano éxito. Abandonando la música, giró su atención a la dirección de los dos hoteles que él poseyó, el Hotel Calbar y el Sweet Mother Hotel.
Prince Nico Mbarga murió en un accidente de motocicleta el 24 de junio de 1997, dejando atrás a "Sweet Mother" como la canción más popular entre los nigerianos. Sweet Mother a veces se llama himno de África y ha sido votada como la canción favorita de África por los lectores y oyentes de la BBC. 
En Colombia, sobre todo en la región Caribe, uno de sus clásicos "Aki Special", conocido allí como "Akien", ha sido catalogado como uno de los himnos del género musical llamado champeta, nacido en los barrios populares de Cartagena de Indias y de Barranquilla. La influencia de este género musical traído de África ha sido esencial en la evolución musical de las comunidades afro y palenqueras.

## DISCOGRAFIA
Sweet Mother     1976
Prince Nico Mbarga & Rocafil Jazz    1976
Rocafill Jazz 76    1976
Prince Nico Mbarga & Rocafil Jazz 1977
Prince Nico Mbarga & Rocafil Jazz 1977
Family Movement 1978
Prince Nico Mbarga & Rocafil Jazz 1978
Rockafil Jazz & Nicholas Mbaraga 1978
Experience 001 1979
Cool Money 1979
No Die, No Rest 1980
Lucky Marriage! 1980
Music Message 1981
Papal Visit 1982
Let Them Say 1982
Chameleon 1984
Panco Juju System 1986
Sweet Family 1987
Only One God 1989 
Tilda* & The Rocafil Jazz International* - Sweet Mother - Desconocido